# 鶉大橋

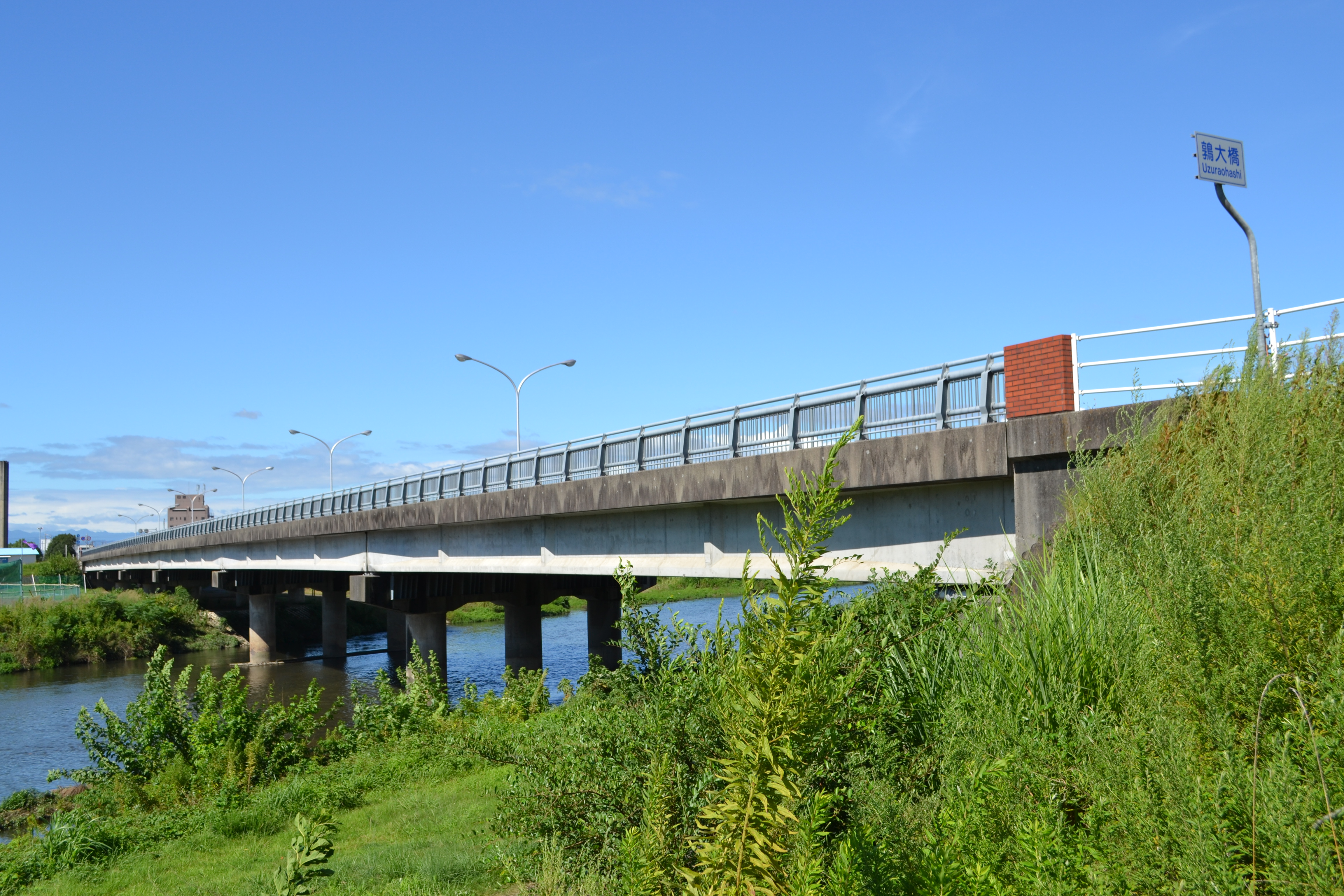
鶉大橋（2022年）

鶉大橋（うずらおおはし）は、岐阜県岐阜市の境川に架かる岐阜県道1号岐阜南濃線の橋である。

## 概要
南側（旧羽島郡柳津町）には道の駅柳津が隣接している。道の駅柳津の東側と西側は、鶉大橋の下をくぐる歩道で結ばれている。
- 供用： 1988年（昭和63年）
- 延長： 240.0m
- 幅員： 10.5m （片側2車線・両端歩道）
- 区間： 岐阜県岐阜市鶉 - 岐阜市柳津町北塚

## 周辺施設
- 岐阜市立柳津小学校
- 岐阜県立羽島北高等学校
- 道の駅柳津
- カラフルタウン岐阜
- 岐阜市南部スポーツセンター